# Mona Mahmudnizhad
Mona Mahmudnizhad (persisch مونا محمودنژاد, DMG Mona Maḥmūd-Nižād; * 10. September 1965; † 18. Juni 1983 in Schiras, Iran) war eine iranische Frau, die 1983 wegen ihrer Zugehörigkeit zur Bahai-Religion als jüngste von insgesamt zehn Bahai-Frauen in Schiras zum Tode verurteilt und gehenkt wurde.
Der vierzigste Jahrestag der Hinrichtung ist 2023 Anlass der globalen Kampagne #OurStoryIsOne.
Die offiziellen Anklagen gegen Mona Mahmudnizhad reichten von „Irreleitung von Kindern und Jugendlichen“ – sie unterrichtete Kinder, die wegen ihres Glaubens der Schule verwiesen wurden, und sie diente in einem Waisenhaus – bis zum Vorwurf, „Zionistin“ zu sein, da sich das Bahai-Weltzentrum nach der Verbannung des Religionsstifters Bahāʾullāh nach Akkon in Israel befindet.

## Kindheit
Mahmudnizhad wurde am 10. September 1965 in die Familie von Yad'u'llah und Farkhundeh Mahmudnizhad geboren, die ihre Heimat Iran verlassen hatten, um ihre Religion im Jemen zu verbreiten. Sie war das zweite Kind der Familie. Das erste Kind der Familie, Taraneh, war zum Zeitpunkt der Geburt von Mona sieben Jahre alt. Mona verbrachte ihre ersten vier Jahre im Jemen; mit zwei Jahren überlebte sie einen Autounfall ohne schwere Verletzungen.
Im Jahre 1969 verwies die Regierung von Jemen alle Ausländer des Landes und die Familie Mahmudnizhad kehrte in den Iran zurück. Sie verbrachte zwei Jahre in Isfahan, sechs Monate in Kermānschāh und drei Jahre in Täbris, bevor sie sich schließlich 1974 in Schiras niederließen. In dieser Zeit verdiente der Vater ihren Unterhalt mit der Reparatur kleiner Haushaltsgeräte und diente in der Bahai-Gemeinde in verschiedenen Verwaltungsgremien.

## Verhaftung, Verhöre und Verurteilung
Zwar litten die Bahai unter regelmäßiger Verfolgung im Iran, doch wurden die Verfolgungen im Zuge der islamischen Revolution von 1979 systematisch verstärkt. Am 23. Oktober 1982 um 7:30 Uhr drangen vier bewaffnete Revolutionswächter im Auftrag des Staatsanwaltes von Schiras in das Haus der Familie Mahmudnizhad ein und durchsuchten es nach Bahai-Unterlagen. Im Anschluss an die Durchsuchung nahmen sie Mona und ihren Vater in Haft. Den beiden wurden die Augen verbunden und sie wurden ins Seppah-Gefängnis in Schiras verbracht, wo sie in getrennten Abteilungen untergebracht wurden. Mahmudnizhad wurde insgesamt 38 Tage im Seppah-Gefängnis gefangen gehalten.
Am 29. November 1982 wurden sie und fünf andere Bahai-Frauen vom Seppah-Gefängnis ins Adelabad-Gefängnis (ebenfalls in Schiras) überstellt. Nach einiger Zeit im Abelabad-Gefängnis wurde sie zum Verhör vor das Islamische Revolutionsgericht gebracht und anschließend zurück ins Gefängnis geschafft. Einige Tage später wurde sie erneut aus dem Gefängnis geholt und in Gegenwart eines islamischen Revolutionswächters verhört. Nach einer Reihe von Verhören, teils unter physischer Folter, bei der mit einem Kabel die Fußsohlen gepeitscht wurden, wurde Mahmudnizhad schuldig befunden und zum Tod durch den Strang verurteilt. Zum Zeitpunkt der Verurteilung reichte der Präsident der Vereinigten Staaten, Ronald Reagan, ein Gnadengesuch ein. Trotzdem wurde das Urteil an den zehn Frauen in der Nacht des 18. Juni 1983 auf einem nahe gelegenen Polo-Feld vollstreckt.
Die Namen und das Alter der anderen Frauen, die zusammen mit Mahmudnizhad gehenkt wurden, waren:
- Nusrat Yalda'i, 54 Jahre
- 'Izzat Janami Ishraqi, 50 Jahre
- Roya Ishraqi, 23 und Tochter von 'Izza
- Tahirih Siyavushi, 32 Jahre
- Zarrin Muqimi, 28 Jahre
- Shirin Dalvand, 25 Jahre
- Akhtar Sabit, 19 oder 20 Jahre
- Simin Saberi, 20 Jahre
- Mahshid Nirumand, 28 Jahre

Im September 2007 veröffentlichte das Iranische Menschenrechts-Dokumentationszentrum eine Studie zu diesem Vorfall.

## Öffentlichkeit
Monas Geschichte erlangte eine große symbolische Bedeutung, weil sie zum Zeitpunkt ihrer Verhaftung gerade einmal 17 Jahre alt war. Damit war sie die jüngste der 10 Frauen, die als „Engel von Shiraz“ bekannt wurden. Viele ihrer Aussagen aus den Verhören sind überliefert und dienen weltweit vielen Menschen als Beweis für die unbeugsame Kraft und den Mut von Jugendlichen im Angesicht der Brutalität des iranischen Regimes und als Quelle der Inspiration.
Mahmudnizhads Geschichte ist Gegenstand mehrerer künstlerischer Arbeiten. Der Musiker Doug Cameron stellte Mahmudnizhads Geschichte als Musikvideo dar: Mona with the Children, das es in die Popcharts von Kanada schaffte (Platz 14 in der Woche vom 19. Oktober 1985). Das Video verbreitete sich in der Musikszene und brachte sehr effektiv die Menschenrechtssituation um die Verfolgung der Bahai im Iran ins öffentliche Bewusstsein.